# Yajaira Orta
Yahaira Orta es una primera actriz de televisión venezolana.

## Carrera
Se ha destacado en más de 50 telenovelas, Se inició como modelo en Maracay, luego me se muda a Caracas, donde comienza por hacer teatro. 
Tras comentarle que se realizaba un casting en Radio Caracas Televisión, hace pruebas para la segunda parte de la telenovela Raquel con Doris Wells, donde logra pasar, y empieza su debut en la pantalla chica en 1973. Esto le abrió camino para participar en numerosos dramáticos venezolanos
Entre sus últimos trabajos destaca su participación en la telenovela de Venevisión llamada Amor secreto en 2015, donde interpreta a Jimena Aristizábal Vda. de Ferrándiz.

## Filmografía
| Telenovelas | Telenovelas                   | Telenovelas                          | Telenovelas              | Telenovelas |
| Año         | Telenovela                    | Personaje                            | Empresa                  |             |
| ----------- | ----------------------------- | ------------------------------------ | ------------------------ | ----------- |
| 2015        | Amor secreto                  | Jimena Aristizábal Vda. de Ferrándiz | Venevisión               |             |
| 2015        | Guerreras y Centauros         | Lady Margareth                       | TVes                     |             |
| 2009        | ¡Qué clase de amor!           | Viviana Figueroa                     | Venevisión               |             |
| 2007        | Pura pinta                    | Marina Zubillaga                     | RCTV                     |             |
| 2004        | Mujer con pantalones          | Doña Dulia Andonegui                 | RCTV                     |             |
| 2003        | Engañada                      | Bernarda Jiménez                     | Venevisión               |             |
| 2001        | Cazando a un millonario       | Asunción Chávez                      | Venevisión Internacional |             |
| 1999        | Isabella, mujer enamorada     | Rosario de Linares                   | América Televisión       |             |
| 1997        | Destino de mujer              | Lucrecia Castillo                    | Venevisión Internacional |             |
| 1995        | Dulce enemiga                 | Alma Andueza                         | Venevisión               |             |
| 1994        | Morena Clara                  | Montserrat Prado                     | Venevisión               |             |
| 1992        | Divina obsesión               |                                      | Marte Televisión         |             |
| 1990        | Anabel                        | Soledad                              | RCTV                     |             |
| 1989        | Rubí rebelde                  | Lucrecia de Miranda "La Loba" " #1   | RCTV                     |             |
| 1989        | El caso Bruzual               |                                      |                          |             |
| 1988        | La muchacha del circo         | Cecilia                              | RCTV                     |             |
| 1987        | Primavera                     | Lourdes Falcón                       | RCTV                     |             |
| 1984        | La salvaje                    |                                      |                          |             |
| 1982        | ¿Qué pasó con Jacqueline?     |                                      | RCTV                     |             |
| 1982        | Campeón sin corona telenovela |                                      | RCTV                     |             |
| 1981        | La hija de nadie              | Lady Lynn                            | RCTV                     |             |
| 1981        | Luisana mía                   | Jenny González                       | RCTV                     |             |
| 1978        | La fiera                      |                                      | RCTV                     |             |
| 1973        | Raquel                        | Noris                                | RCTV                     |             |

### Películas
- Muerte suspendida (2015).[5]
- Mía Magdalena (2015).[6]

## Contribuciones
- Artistas Unidos por Cristo
- Fundación Mujeres Maltratadas